# Jäckering Gruppe
Die Jäckering Gruppe ist ein deutsches Unternehmen in Familienbesitz, das Weizenstärke und Weizengluten produziert, sowie im Maschinenbau und der Aufbereitung und Verarbeitung von Thermoplasten tätig ist. Es ist im westfälischen Hamm ansässig und beschäftigt knapp 200 Mitarbeiter an den Standorten Hamm, Dülmen, Obersteeg und Altenburg.
Ursprung war eine im Jahr 1910 von der Familie Jäckering in Hamm gegründete Mühle.

## Teilbereiche
- Jäckering Mühlen- und Nährmittelwerke GmbH

Produktion von Weizenmehl, Weizenstärke und Weizengluten
- Altenburger Maschinen Jäckering GmbH

Entwicklung und Produktion von hochspezialisierten Luftwirbelmühlen (Ultra-Rotor).
- Jäckering Grund- und Rohstoffverarbeitung GmbH & Co. KG

Verarbeitung von thermoplastischen Kunststoffen
- Jäckering Processing GmbH

Lohnvermahlung und -mischung von Non-Food-Produkten
- Spedition und Lagerhaus Jäckering GmbH

Umschlag und Lagerung von Weizen, Fremdumschlag von Sojaschroten und anderen Futtermitteln